# George Karrys
George Karrys (Toronto, 15 de febrero de 1967) es un deportista canadiense que compitió en curling. Participó en los Juegos Olímpicos de Nagano 1998, obteniendo una medalla de plata en la prueba masculina.

## Palmarés internacional
| Juegos Olímpicos | Juegos Olímpicos | Juegos Olímpicos | Juegos Olímpicos |
| Año              | Lugar            | Medalla          | Prueba           |
| ---------------- | ---------------- | ---------------- | ---------------- |
| 1998             | Nagano (Japón)   | Medalla de plata | Equipo           |